# ديفيد ألين (كاتب)
ديفيد ألين (بالإنجليزية: David Allen)‏ هو مدون وكاتب أمريكي، ولد في 28 ديسمبر 1945.

## وصلات خارجية
- دايفيد أليين على موقع ميوزك برينز (الإنجليزية)
- دايفيد أليين على موقع إن إن دي بي (الإنجليزية)